# Volkssternwarte Melle
In Melle befinden sich zwei Sternwarten, die für die Öffentlichkeit zugänglich sind. Aufgrund der ländlichen Lage im niedersächsischen Wiehengebirge und der damit verbundenen geringen Lichtverschmutzung bietet der Standort sehr gute Beobachtungsbedingungen.

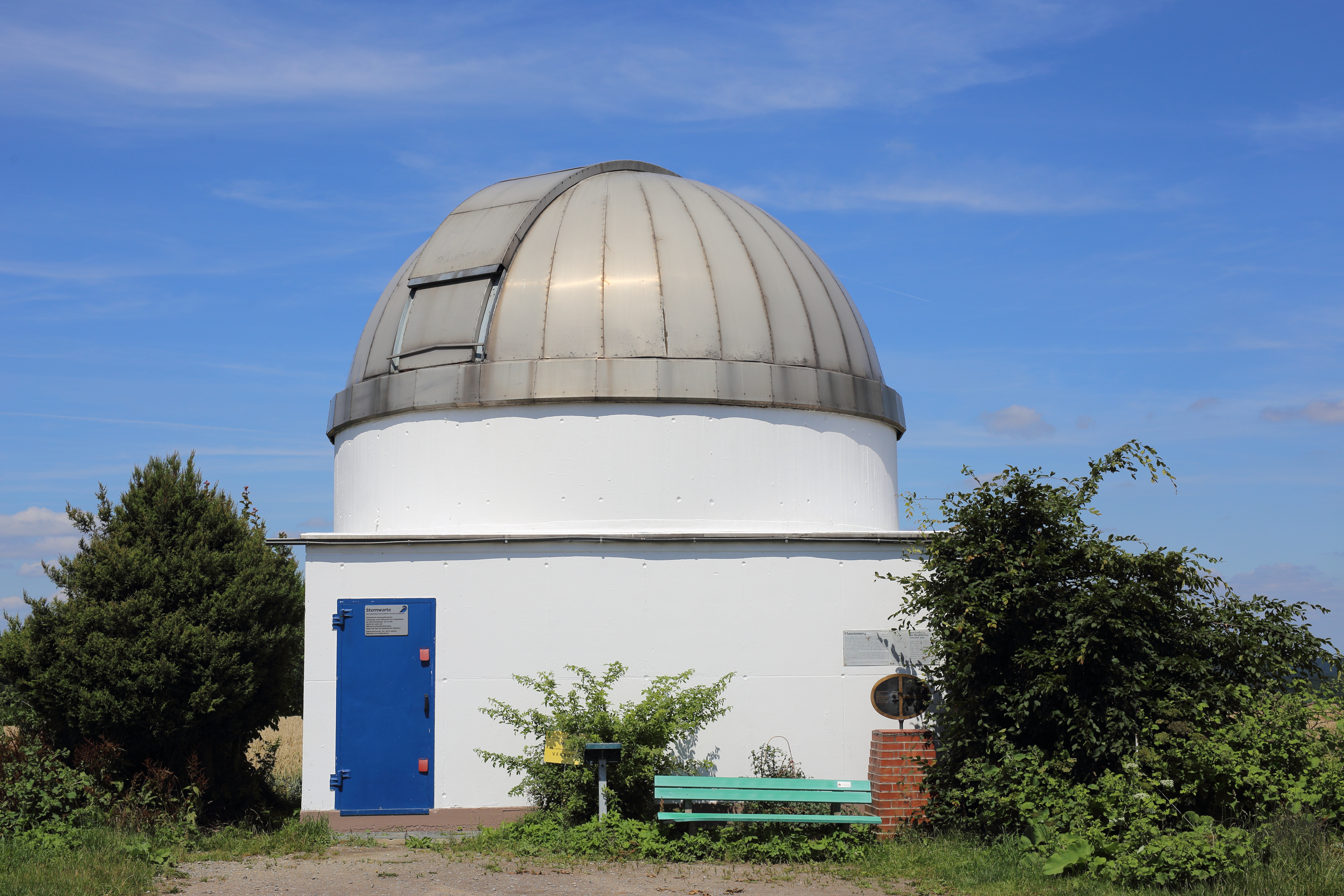
NVO-Sternwarte Melle-Oldendorf

Auf dem Oldendorfer Berg betreibt die astronomische Arbeitsgemeinschaft im Naturwissenschaftlichen Verein Osnabrück (NVO) seit 1986 eine Volkssternwarte. Das Hauptinstrument ist ein Cassegrain-Teleskop mit 60 cm Spiegeldurchmesser und 7,20 Brennweite, das in einer Kuppel von 6,5 m Durchmesser untergebracht ist. Bis zum Bau des EXPO-Teleskops stellte es das größte Teleskop Niedersachsens dar.
Die Koordinaten sind 52° 15′ 14,7″ N, 8° 19′ 27,7″ E bezogen auf Bessel 1841 bzw. 52° 15′ 9,7″ N, 8° 19′ 24,1″ O bezogen auf WGS84 bei 219 m ü. NHN.
Neben der astronomischen Arbeit des Vereins werden regelmäßig öffentliche Führungen angeboten. Die Sternwarte ist auch Ziel des Planetenweges, der im Gröneberger Park beginnt.